# Realme
Realme (стилізовано як realme) — китайська компанія, що спеціалізується на смартфонах та AIoT пристроях і знаходиться в Шеньчжені. Була заснована 4 травня 2018 року колишнім віцепрезидентом OPPO Скай Лі (Li Bingzhong). Це дочірня компанія OPPO, яка спільно володіє нею разом з BBK Electronics.

## Історія
Realme була офіційно заснована  Скаєм Лі 4 травня 2018 року.
30 липня 2018 року, Скай Лі оголосив про намір створити realme як незалежний бренд на китайському вебсайті мікроблогів Weibo. У травні 2018 року Realme запустила свій перший смартфон Realme 1 в Індії. У листопаді 2018 року Realme змінила свій логотип.
4 вересня 2018 року Realme запустила Realme 2 в Індії та Realme 2 Pro в жовтні 2018 року.
15 травня 2019 року Realme провела свою першу конференцію в Пекіні, Китай, з офіційного виходу на китайський ринок, запустивши Realme X, Realme X Lite та Realme X Master Edition.
У червні 2019 року Realme офіційно оголосила про вихід на європейський ринок та опублікувала своє перше фото, зняте своєю камерою на 64 Мп.. До липня 2019 року realme вийшла на двадцять ринків, серед яких Китай, Індія, Південно-Східна Азія та Європа.
Згідно з доповіддю міжнародної авторитетної аналітичної установи Counterpoint, глобальна партія Realme зареєструвала 4,7 мільйона одиниць у всьому світі за 2 квартал 2019 року, що на 848 % більше, ніж у річному обчисленні, і увійшла до 10 кращих виробників мобільних телефонів у світі.
До серпня 2019 року realme минула межу 10 мільйонів користувачів у всьому світі.
У серпні 2019 року компанія realme показала прототип пристрою з 64-мегапіксельною чотирикамерною технологією як в Китаї, так і в Індії.
1 вересня 2020 року має вийти Realme X7 Pro Ultra із Snapdragon 865.

## Ринок
У свою першу річницю Realme оголосила, що збирається виходити на ринки материкового Китаю та Тайваню та продала близько 15 мільйонів телефонів у перший рік роботи..
Перший продукт Realme «Realme 1» був випущений виключно на індійський ринок у травні 2018 року на Amazon India. До липня 2019 року Realme стартувала на більш ніж 20 ринках, включаючи Китай, Індонезію, Таїланд, Малайзію, Сінгапур, М'янму, Філіппіни, В'єтнам, Пакистан, Непал, Бангладеш, Об'єднані Арабські Емірати, Єгипет, Велику Британію, Францію, Італію, Іспанію та Росію. Realme вийшла на ринок Австралії в жовтні 2019 року. Станом на листопад 2019 року Realme має 14,3 % частки на індійському ринку смартфонів.
В березні 2020 року Realme вийшла на український ринок.

## Збої
Наприкінці липня 2023 року, смартфони різних виробників почали “заражатися” зеленими лініями. Лінії з’являються на екранах мобільних пристроїв після встановлення останніх апдейтів. Першими з проблемою зіткнулися власники смартфонів OnePlus. Трохи пізніше зелені лінії почали з’являтися на екранах китайських апаратів IQOO і Realme. Власником цих брендів є корпорація BBK. У зв’язку з цим виникло припущення про те, що проблема стосується тільки вироблених нею пристроїв. Тим часом “зараження” зазнали й смартфони Samsung. З опублікованих користувачами скарг випливає, що лінії можуть мати рожевий колір. Іноді на екрані одночасно відображається декілька ліній, при цьому вони завжди вертикальні. Виробники смартфонів, “пандемію”, що почалася, ніяк не прокоментували. Примітно, що “зараженню” піддаються пристрої виробників, які ніяк не пов’язані один з одним.